# Evgenij Karlovič Albrecht
Evgenij Karlovič Albrecht, in russo Евгений Карлович Альбрехт?; in tedesco: Eugen Maria Albrecht (San Pietroburgo, 16 luglio 1842 – San Pietroburgo, 9 febbraio 1894), è stato un violinista russo.
Di origine tedesca, studiò violino e fu allievo di Ferdinand David.
Primo violino al teatro italiano della sua città, è stato funzionario imperiale per il controllo delle orchestre e presidente della Filarmonica di San Pietroburgo fino al 1886.